# Kamerun na Letnich Igrzyskach Olimpijskich 2000
Kamerun na Letnich Igrzyskach Olimpijskich 2000 reprezentowało 34 zawodników, 25 mężczyzn i 9 kobiet.

## Zdobyte medale
| Medal | Zawodnik | Dyscyplina  | Konkurencja      |
| ----- | --- | ----------- | ---------------- |
| Złoto | Patrice Abanda Nicolas Alnoudji Clément Beaud Daniel Bekono Serge Branco Joël Epalle Lauren Etame Mayer Samuel Eto’o Idriss Carlos Kameni Modeste M'bami Patrick M’Boma Albert Meyong Serge Mimpo Daniel Ngom Kome Aaron Nguimbat Geremi Njitap Patrick Suffo Pierre Womé | Piłka nożna | Turniej mężczyzn |